# Fulton McGrath
Fulton „Fidgy“ McGrath (* 6. Dezember 1907 in Superior (Wisconsin); † 1. Januar 1958) war ein US-amerikanischer Jazzpianist und Komponist.

## Leben und Wirken
McGrath arbeitete Anfang der 1930er Jahre zunächst bei Red Nichols und Smith Ballew, dann um 1932 in der Band von Tommy und Jimmy Dorsey sowie als Studiomusiker, u. a. bei Adrian Rollini, Red McKenzie, Steve Washington, Harry Rosenthal, Joe Venuti und  Mildred Bailey sowie in Radioorchestern. 1935 bis 1937 war er Mitglied in Lennie Haytons Radioensemble, spielte am Ende des Jahrzehnts mit Bunny Berigan, Joe Venuti und Chauncey Morehouse. Nach Tätigkeit im NBC-Orchester zog er um 1943 an die Westküste, wo er als Musiker für die  Filmstudios von Hollywood arbeitete.
Er komponierte die Songs Shim Sham Shimmy (mit Jimmy Dorsey) und 1942 Mandy is Two (mit einem Text von Johnny Mercer); der Titel des letztgenannten Liedes bezieht sich auf den zweiten Geburtstag von Mercers Tochter Mandy. Der Song wurde dann u. a. von Lorez Alexandria, Bing Crosby, Stan Getz, Billie Holiday, Miriam Klein, Bob Scobey und Claude Thornhill gecovert. McGrath war er Schwiegervater von Victor Feldman.
Hugues Panassié zählte McGrath in seinem Buch The Real Jazz (1942) u. a. mit Frank Froeba, Joe Bushkin und Claude Thornhill zu den viel versprechenden weißen Jazzpianisten seiner Zeit.